# Fujin
Fujin is een stad, die ook een arrondissement is, in de prefectuur Jiamusi in de provincie Heilongjiang in China. Fujin ligt in het oosten van de prefectuur. Fujin heeft 424.491 inwoners in 1999. 